# Nahmerschlucht
Die Nahmerschlucht (mit Hohenlimburger Höhen) ist eine naturräumliche Untereinheit mit der Ordnungsnummer 3361.21 der Volme-, Nahmer- und Lennetalschluchten (3361.2) innerhalb des Märkischen Oberlands (3361). Sie umfasst laut dem Handbuch der naturräumlichen Gliederung Deutschlands die in die Hülscheider Hochflächen (3361.3) tief eingeschnittenen, zumeist bewaldeten Täler des Nahmerbachs und seiner Nebenflüsse (u. a. Mesekendahler Bach, Nimmerbach und Langenscheider Bach) zwischen Schalksmühle-Sonnenscheid und Hagen-Hohenlimburg. Die Hohenlimburger Höhen zwischen Hagen-Delstern und Iserlohn-Genna mit dem Stadtkern von Hohenlimburg südlich der Lenne und den Tälern des Milcherbachs, des Holthauser Bachs, des Wesselbachs, der Ferbecke, der Selbecke und der Ossenbecke liegen ebenfalls im Naturraum.
Der Naturraum liegt am Nordrand des Märkischen Oberlands zwischen Volme und Lenne und besteht hauptsächlich aus dem waldreichen Nahmer Bachtal, das bis zu 230 m tief in mitteldevonische Grauwacken und Schiefern eingeschnitten ist, und dessen nördlichen Randhöhen. Das enge Tal mit seinen steilen Hängen weist ein starkes Gefälle auf, was die Ansiedlung protoindustrieller Hammerwerke begünstigte, die sich zu einer reichhaltigen metallverarbeitenden Industrie (z. B. Drahtziehereien) entwickelten.
Die Täler des Nahmerbachs und dessen kerbgetalten Zuflüsse sind an der Sohle in der Regel schattig und feucht und natürliche Standorte für Sauerländer Schluchtwälder, an deren Stelle aber meist Fichten- und Eichen-Buchen Kulturen getreten sind.
Das Nahmer Bachtal mündet im Norden im Oeger Lennetal bei Hohenlimburg an der Grenze zu der Letmather Kalksenke (3372.90). Zwei steile, bis auf 200 m Höhe abterrassierte Bergnasen flankieren den Austritt des Tals. Auf einer befindet sich die Höhenburg Schloss Hohenlimburg.